# Proyecto Helix
Helix es un proyecto para producir software que puede reproducir audio y vídeo de los medios de comunicación en diversos formatos, las ayudas a la producción de los medios de comunicación, y su servicio a través de una red. Es como un gran libre y de código abierto de medios digitales marco que se ejecuta en numerosos sistemas operativos y procesadores (como los teléfonos móviles) y fue iniciada por RealNetworks, que ha contribuido en gran medida del código.
Helix DNA Client es el multi-plataforma multi-formato de reproducción de medios de comunicación motor. Helix Player es un reproductor multimedia que funciona en Linux, Solaris, FreeBSD y Symbian OS y se construye en la parte superior del Cliente Helix DNA. Helix Producer es una aplicación que puede ayudar en la producción de archivos multimedia, y Helix DNA Server es capaz de archivos multimedia a través de una red.
- Datos: Q392286